# Saint-Pantaly-d’Ans
Saint-Pantaly-d’Ans – miejscowość i dawna gmina we Francji, w regionie Nowa Akwitania, w departamencie Dordogne. W 2013 roku populacja gminy wynosiła 160 mieszkańców.
W dniu 1 stycznia 2017 roku z połączenia trzech ówczesnych gmin – Cubjac, La Boissière-d’Ans oraz Saint-Pantaly-d’Ans – utworzono nową gminę Cubjac-Auvézère-Val-d’Ans. Siedzibą gminy została miejscowość Cubjac.